# Copestylum nigriceps
Copestylum nigriceps är en tvåvingeart som först beskrevs av Ignaz Rudolph Schiner 1868.  Copestylum nigriceps ingår i släktet Copestylum och familjen blomflugor. Inga underarter finns listade i Catalogue of Life.